# 吳華 (萬曆進士)
吳華（？—？），字子實，號培宇，福建漳州府漳浦縣人，民籍，明朝政治人物。

## 生平
嘉靖四十年（1561年）辛酉科福建鄉試第三十八名，萬曆十一年（1583年）癸未科會試第三十九名，登三甲第六十名進士。通政司觀政，本年授廣西貴縣知縣，十三年調繁浙江樂清知縣，十六年丁憂，十九年升補南户部主事，二十一年升员外郎，升郎中，二十二年調南禮部，二十三年調南吏部，二十五年升尚寶司丞，三十年升本司卿，三十三年升太僕寺少卿，三十九年升南光禄寺卿，四十一年升南京通政使，四十六年养病。

## 家族
曾祖吳道厚；祖父吳天民；父吳流川。母朱氏；繼母陳氏。具庆下。兄啓元。弟著、芳、萃。